# Санди Денис
Сандра Дейл Денис (на английски: Sandra Dale Dennis) е американска актриса.

## Биография
Родена е на 27 април 1937 г. в Хейстингс, Небраска, в семейството на пощенски чиновник и секретарка. Учи известно време в Университета на Небраска, където започва да се занимава с театър. Малко по-късно заминава за Ню Йорк и работи в телевизията и театъра, получавайки две награди „Тони“. През 1966 г. участва във филма „Кой се страхува от Вирджиния Улф?“ („Who's Afraid of Virginia Woolf?“) и получава „Оскар“ за най-добра поддържаща женска роля.
Умира на 2 март 1992 г. в Уестпорт.

## Избрана филмография
| Година | Филм                              | Оригинално заглавие             | Роля            | Режисьор    | Бележки         |
| ------ | --------------------------------- | ------------------------------- | --------------- | ----------- | --------------- |
| 1966   | Кой се страхува от Вирджиния Улф? | Who’s Afraid of Virginia Woolf? | Хъни            | Майк Никълс | Награда „Оскар“ |
| 1991   | Индиански бегач                   | The Indian Runner               | госпожа Робъртс | Шон Пен     |                 |